# Керченський стрілочний завод

## Про підприємство
ТОВ «Керченський стрілочний завод» — містоутворююче підприємство та є одним з найбільших роботодавців та платників податків міста Керч. Ключовими напрямами соціальної політики підприємства є забезпечення співробітників гідною заробітною платою, якісним медичним обслуговуванням, підвищення рівня безпеки праці.
На даний момент на підприємстві три основних цехи з випуску продукції — цех стрілочних переводів, ливарний і механо-ковальський цехи.
Завод спеціалізується на випуску чавунного і сталевого литва для потреб залізниці.
Основна продукція заводу — стрілочні переводи для промислових підприємств і гірничо-збагачувальних комбінатів, магістральних та підземних шляхів, шляхів міського транспорту (трамвайні стрілочні переводи), запасні частини та вузли до них.
Виробничі потужності підприємства дозволяють виробляти на рік до 3500 комплектів стрілочних переводів та запасних частин. Також на підприємстві випускається до 8000 тонн товарної продукції чавунного і сталевого литва: деталі змінного обладнання металургійних підприємств (виливниці, мульди, мультициклони, шлаковні, центрові надставки); колеса кранові; зуби ковшів екскаватора ЕКГ5, ЕКГ8; футерувальне лиття млинів; каналізаційні люки та зливові решітки за євростандартом — 100 типорозмірів; художнє лиття (освітлювальні ліхтарі, решітки, паркани).
У заводу є своя база відпочинку «Прибій».

## Місцезнаходження
Завод розташований у північно-західній частині міста Керч, на території колишнього Керченського металургійного комбінату по вулиці Віри Бєлік, будинок 12.

## Історія
У травні 1954 року на КМЗ був запущений фасонно-ливарний цех. Восени 1956 року в був введений в експлуатацію механоковальський цех. Виробництво стрілочних переводів на підприємстві з'явилося в 1981 році.
ТОВ «Керченський стрілочний завод» утворений 1 липня 2002 року в ході реструктуризації ВАТ «КМК ім. Войкова».
ТОВ «Керченський стрілочний завод» з 2005 року входить до числа приєднаних підприємств міжнародної Організації Співробітництва Залізниць (ОСЗ).
У 2010 році ТОВ «Керченський стрілочний завод» визнано лідером галузі згідно з Національним бізнес-рейтингом.

## Окупація
За часів окупації Криму завод втратив значну частину свого ринку збуту в Україні. Не дивлячись на те, що підприємство було виключене зі списків грабіжницької націоналізіції і формально перереєстровано на території Росії, керівництво заводу було вимушене перевести всіх на неповний робочий тиждень задля збереження робочих мість.